# Échelle (mesure)
Pour les articles homonymes, voir Échelle.
Une échelle est un ensemble de graduations d'un tableau de mesures. Une telle graduation permet de donner une fourchette de valeurs.
Ces graduations peuvent être continues ou discrètes, numériques ou textuelles, linéaires ou logarithmiques.
Il s'agit en général d'une conversion « description qualitative du phénomène » → nombre, mais certaines échelles sont aussi une simple manière alternative d'exprimer une intensité chiffrée (une autre unité).

## Exemples d'échelles

### En sciences de la matière
| Echelle                       | Domaine               | Type                 |
| ----------------------------- | --------------------- | -------------------- |
| Échelle Brinell (HB)          | Science des matériaux | Linéaire             |
| Échelle Delisle               | Températures          | Linéaire             |
| Échelle Fahrenheit            | Températures          | Linéaire             |
| Échelle INES                  | Nucléaire             | ordinale discrète    |
| Échelle Leyden                | Températures          | Linéaire             |
| Échelle de Mohs               | Science des matériaux | ordinale discrète    |
| Dureté Knoop (HK)             | Science des matériaux |                      |
| Dureté Janka                  | Science des matériaux |                      |
| Dureté Barcol                 | Science des matériaux |                      |
| Échelle Newton                | Températures          | Linéaire             |
| Échelle de Pauling            | Physique              | Linéaire             |
| Échelle Rankine               | Températures          | Linéaire             |
| Échelle Réaumur               | Températures          | Linéaire             |
| Échelle Rockwell (HRC et HRB) | Science des matériaux | ordinale discrète    |
| Échelle Rømer                 | Températures          | Linéaire             |
| Échelle Celsius               | Températures          | Linéaire             |
| Échelles de Shore             | Science des matériaux | Linaires             |
| Échelle de Turin              | Astronomie            | discrète statistique |
| Échelle Vickers (HV)          | Science des matériaux | /                    |
| Échelle de Ringelmann         | Environnement         | /                    |

### En sciences de la vie et de la terre
| Echelle                                                          | Domaine      | Type              |
| ---------------------------------------------------------------- | ------------ | ----------------- |
| Échelle de Beaufort                                              | Climatologie | Logarithmique     |
| Échelle de douleur et d'inconfort du nouveau-né et du nourrisson | Médecine     | discrète          |
| Échelle de Glasgow                                               | Médecine     | discrète          |
| Échelle de Fujita                                                | Climatologie | discrète          |
| Échelle de Fujita améliorée                                      | Climatologie | ordinale discrète |
| Échelle Landolt                                                  | Médecine     | Linéaire          |
| Échelle de Mercalli                                              | Séismologie  | ordinale discrète |
| Échelle Monoyer                                                  | Médecine     | Linéaire          |
| Échelle Parinaud                                                 | Médecine     | Linéaire          |
| Échelle de Richter                                               | Séismologie  | Logarithmique     |
| Échelle Rossi-Forel                                              | Séismologie  | ordinale discrète |
| Échelle de Saffir-Simpson                                        | Climatologie | ordinale discrète |
| Échelle de Scoville                                              | Alimentation | Linéaire          |
| Échelle de TORRO                                                 | Climatologie | Capitale          |
| Échelle de Bristol                                               | Médecine     | discrète          |

### Sciences humaines, économiques et sociales
| Echelle              | Domaine           | Type          |
| -------------------- | ----------------- | ------------- |
| Échelle de Kardashev | Sciences humaines | Logarithmique |

## Métaphore
De façon métaphorique, on appelle échelle tout système progressant par degrés conjoints, ascendants ou descendants.
- Exemple : Échelle musicale

### articles connexes
- Échelle logarithmique
- Catégorie : Échelle en médecine
- Échelle Horsfall–Barratt